# Adalberto Vallega
Adalberto Vallega (Cairo Montenotte, 11 maggio 1934 – Vezzi Portio, 22 novembre 2006) è stato un geografo italiano.

## Biografia
Nacque a Cairo Montenotte, in Liguria, l'11 maggio 1934 da Stefano Vallega e Maria Del Ponte. Il 26 giugno 1959 sposò Luigia Bistolfi e la coppia ebbe due figli: Patrizia, nata nel 1960, e Giorgio, nato nel 1966.
Nel 1958 si laureò in scienze politiche e poi nel 1962 in geografia presso l'Università degli Studi di Genova, svolgendo in seguito l'incarico di assistente volontario di geografia presso l'Università degli Studi di Trieste (1962-1964) e presso la stessa Università di Genova (1964-1968) oltre che di assistente volontario di geografia economica presso l'Università commerciale Luigi Bocconi di Milano (1966-1968).
Divenuto professore incaricato di geografia presso la sua alma mater nel 1968, fu poi assistente ordinario dal 1970 e infine professore ordinario di geografia e di geografia del mare dal 1973, ricevendo inoltre la libera docenza di geografia economica nel 1969. Nella stessa università fu preside tra il 1988 e il 1991 e direttore dell'Istituto di scienze geografiche. A partire dal 1º novembre 1976 si traferì presso la Facoltà di Architettura del medesimo ateneo, insegnando geografia regionale (tra il 1976 e il 1980 anche presso la Facoltà di Lettere e filosofia) e geografia urbana e regionale dal 1995 oltre che geografia antropica e geografia del paesaggio e dell'ambiente; dal 1996 fu inoltre direttore del Dipartimento di pianificazione della città, del territorio e del paesaggio.
Il 20 dicembre 1980, dopo aver ottenuto l'annullamento del primo matrimonio, sposò Bruna Cassanello.
Tra il 1981 e il 1984 fu presidente dell'Associazione dei geografi italiani mentre tra il 1985 e il 1997 fu membro del consiglio direttivo della Società Geografica Italiana. A livello internazionale fu prima vicepresidente (1996-2004) e poi presidente dal 2004 al 2008 dell'Unione Geografica Internazionale, di cui presiedette un gruppo di studio e poi la commissione apposita sulla geografia del mare. Fondò nel 1993 l'International Centre for Coastal and Ocean Policy Studies (ICCOS), che mirava a promuovere la ricerca sul mare e sulle coste con un approccio multidisciplinare.
Ricevette diversi riconoscimenti internazionali tra cui le lauree honoris causa da parte dell'Università di Nantes nel 2001 e dell'Università di Bucarest nel 2006 oltre che la designazione di membro onorario della Società geografica russa nel 1959 oltre che della Société de Géographie e della Società geografica rumena.
È morto a Vezzi Portio il 22 novembre 2006.

## Opere
- Regione e territorio, Ugo Mursia Editore, 1976.
- Geografia regionale. Avviamento metodologico, Pàtron, 1984.
- Ecumene oceano. Il mare nella civiltà: ieri, oggi, domani, Ugo Mursia Editore, 1985.
- Governo del mare e sviluppo sostenibile, Ugo Mursia Editore, 1993, ISBN 8-842-51531-0.
- Introduzione alla geografia umana, Ugo Mursia Editore, 1999.
- Geografia umana. Teoria e prassi, Mondadori Education, 2004.
- La geografia del tempo. Saggio di geografia culturale, UTET, 2006, ISBN 8-802-07477-1.
- Gli indicatori per il paesaggio, Franco Angeli Edizioni, 2008, ISBN 8-846-49363-X.